# Autoría del Evangelio de Lucas y Hechos de los Apóstoles
El Evangelio de Lucas y los Hechos de los Apóstoles forman una obra en dos volúmenes que los estudiosos denominan Lucas-Hechos. En ninguno de los dos volúmenes se nombra al autor. Según una Tradición eclesiástica, atestiguada por primera vez por Ireneo (c. 130 - c. 202 d. C.), fue el Lucas nombrado como compañero del Pablo en tres de las cartas paulinas, pero «un consenso crítico subraya las innumerables contradicciones entre el relato de los Hechos y las auténticas cartas paulinas». El eclipse de la atribución tradicional a Lucas, el compañero de Pablo, ha hecho que rara vez se proponga una fecha temprana para el evangelio. La mayoría de los eruditos sitúan la composición de la obra combinada en torno a los años 80-90 d. C., aunque otros sugieren los años 90-110, y hay pruebas textuales (los conflictos entre las familias de manuscritos occidentales y alejandrinos) de que Lucas-Hechos seguía siendo revisado sustancialmente hasta bien entrado el siglo II..

## Autoría común de Lucas y los Hechos

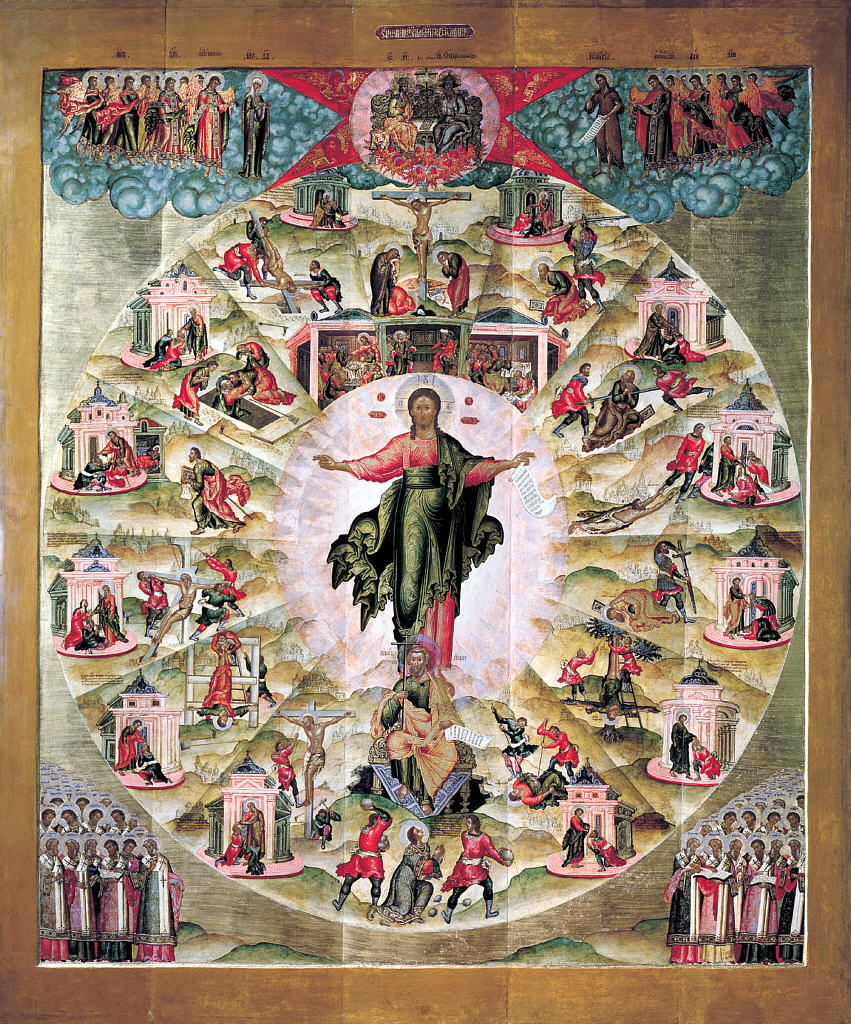
Ministerio de los Apóstoles. Icono ruso de Fyodor Zubov, 1660.

El Evangelio de Lucas y los Hechos de los Apóstoles componen una obra en dos partes, Lucas-Hechos, del mismo autor anónimo. Suele datarse en torno a los años 80-90 d. C., aunque algunos estudiosos sugieren los años 90-110. La primera parte, el Evangelio de Lucas, narra cómo Dios cumplió su plan para la salvación del mundo mediante la vida, muerte y resurrección de Jesús de Nazaret, el mesías prometido. Los Hechos continúan la historia del cristianismo en el siglo I, comenzando con la ascensión de Jesús al Cielo. Los primeros capítulos, ambientados en Jerusalén, describen el Día de Pentecostés (la venida del Espíritu Santo) y el crecimiento de la iglesia en Jerusalén. Al principio, los judíos se muestran receptivos al mensaje cristiano, pero más tarde se vuelven contra los seguidores de Jesús. Rechazado por los judíos, el mensaje es llevado a los gentiles bajo la guía del apóstol Pablo. Los últimos capítulos narran la Conversión de Pablo, su misión en Asia Menor y el Egeo, y finalmente su encarcelamiento en Roma, donde, al terminar el libro, espera juicio.
Ambos libros están dirigidos a Teófilo, el mecenas del autor -y tal vez una etiqueta para una comunidad cristiana en su conjunto, ya que el nombre significa «Amado de Dios», y el prefacio de Hechos hace referencia explícita a «mi antiguo libro» sobre la vida de Jesús-, casi con toda seguridad la obra que conocemos como el Evangelio de Lucas.
Además, existen similitudes lingüísticas y teológicas entre el Evangelio de Lucas y el Libro de los Hechos. Como escribe un erudito, «los amplios acuerdos lingüísticos y teológicos y las referencias cruzadas entre el Evangelio de Lucas y los Hechos indican que ambas obras derivan del mismo autor». Debido a su autoría común, el Evangelio de Lucas y los Hechos de los Apóstoles a menudo se denominan conjuntamente simplemente Lucas-Hechos. Del mismo modo, el autor de Lucas-Hechos se conoce a menudo como «Lucas», incluso entre los eruditos que dudan de que el autor se llamara realmente Lucas.

## Visiones sobre la autoría

### Visión tradicional - Lucas el médico como autor
La opinión tradicional es que el Evangelio de Lucas y los Hechos fueron escritos por el médico Lucas, compañero de Pablo. Muchos eruditos creen que era un cristiano gentil, aunque algunos piensan que Lucas era un judío helénico. Este Lucas se menciona en la Epístola a Filemón de Pablo (v.24), y en otras dos epístolas que tradicionalmente se atribuyen a Pablo (Colosenses 4:14 y 2 Timoteo 4:11).
La opinión de que Lucas-Hechos fue escrito por el médico Lucas era prácticamente unánime en la Iglesia cristiana primitiva. El Papiro Bodmer XIV, que es el manuscrito más antiguo conocido que contiene el final del evangelio (data de alrededor del año 200 d. C.), utiliza la suscripción «El Evangelio según Lucas». Casi todas las fuentes antiguas compartían también esta teoría de la autoría-Ireneo, Tertuliano, Clemente de Alejandría, Orígenes, y el Canon Muratoriano consideraban a Lucas como el autor de los Hechos-Lucanos. Ni Eusebio de Cesarea ni ningún otro escritor antiguo menciona otra tradición sobre la autoría. Los mismos padres de la Iglesia insistieron unánimemente en que el Evangelio de Mateo era la fuente del Evangelio de Marcos. Hoy en día, existe un consenso erudito de todo lo contrario.
Además de las pruebas de autoría proporcionadas por las fuentes antiguas, algunos creen que el texto de Lucas-Hechos apoya la conclusión de que su autor fue un compañero de Pablo. La primera de esas pruebas internas son las partes del libro que se han dado en llamar los pasajes «nosotros». Aunque la mayor parte de Hechos está escrita en tercera persona, varias secciones breves del libro están escritas desde la perspectiva de la primera persona. Estas secciones «nosotros» están escritas desde el punto de vista de un compañero de viaje de Pablo: e. Por ejemplo: «Después de que Pablo viera la visión, nos dispusimos inmediatamente a partir para Macedonia», «Nos hicimos a la mar y navegamos directamente a Samotracia». Tales pasajes parecen haber sido escritos por alguien que viajó con Pablo durante algunas partes de su ministerio. En consecuencia, algunos han utilizado esta evidencia para apoyar la conclusión de que estos pasajes, y por lo tanto todo el texto de los Hechos de Lucas, fueron escritos por un compañero de viaje de Pablo. El médico Lucas sería una de esas personas.
También se ha argumentado que el nivel de detalle utilizado en la narración que describe los viajes de Pablo sugiere una fuente ocular. En 1882 Hobart afirmó que el vocabulario utilizado en Lucas-Hechos sugiere que su autor pudo haber tenido formación médica, pero esta afirmación fue cuestionada por un influyente estudio de Cadbury en 1926, que argumentaba que la terminología médica de Lucas no era diferente de la terminología utilizada por otros autores no médicos, como Plutarco.
El punto de vista tradicional reconoce que Lucas no fue testigo ocular de los acontecimientos del Evangelio, ni de los acontecimientos previos a la llegada de Pablo a Troas en Hechos 16:8, y el primer pasaje «nosotros» es Hechos 16:10. En el prefacio a Lucas, el autor se refiere a tener testimonios oculares de los acontecimientos del Evangelio «transmitidos a nosotros» y a haber emprendido una «cuidadosa investigación», pero el autor no menciona su propio nombre ni afirma explícitamente ser testigo ocular de ninguno de los acontecimientos, excepto de los pasajes nosotros.

### Visión crítica - Las cartas auténticas de Pablo no se refieren a Lucas como médico
La Epístola a Filemón, casi universalmente aceptada como carta auténtica de Pablo, incluye el nombre de «Lucas» entre otros «colaboradores» de Pablo que envían saludos a los destinatarios de la carta (Filemón, Versículo 24). La identificación de Lucas como médico procede de Colosenses 4:14, pero la mayoría de los estudiosos del Nuevo Testamento creen que Colosenses es seudónimo. 2 Timoteo 4:11 también menciona a un «Lucas» y se refiere a que está «conmigo», pero la mayoría de los eruditos modernos no aceptan 2 Timoteo como una carta auténtica de Pablo.

### Visión crítica - los pasajes «nosotros» como fragmentos de una fuente anterior
En los pasajes «nosotros», la narración está escrita en primera persona del plural, pero el autor nunca se refiere a sí mismo como «yo» o «mí». Algunos consideran los pasajes de «nosotros» como fragmentos de un segundo documento, parte de algún relato anterior, que fue posteriormente incorporado a los Hechos por el posterior autor de Lucas-Hechos. Muchos eruditos modernos han expresado dudas de que el autor de Lucas-Hechos fuera el médico Lucas, y la opinión crítica sobre el tema se evaluó para ser aproximadamente dividida por igual cerca del final del siglo 20. En su lugar, creen que Lucas-Hechos fue escrito por un autor cristiano anónimo que puede no haber sido testigo presencial de ninguno de los acontecimientos registrados en el texto. El autor de los Hechos «quería que sus lectores entendieran que durante un tiempo fue compañero de viaje de Pablo, aunque no lo fuera».
Alternativamente Vernon Robbins (1978) considera los pasajes nosotros como un recurso retórico griego utilizado para los viajes por mar. Sin embargo, estudiosos más recientes han escrito desde entonces sobre la incoherencia de la teoría del artefacto literario de los viajes por mar de Robbins argumentando que los relatos contemporáneos en primera persona eran la excepción y no la regla, que la literatura citada por Robbins es demasiado amplia tanto en su rango lingüístico (egipcio, griego y latín) y su extensión temporal (de 1800 a. C. al siglo III d. C.), que muchos de los viajes por mar literarios citados representaban la presencia real del autor y no eran dispositivos literarios en absoluto, que muchos de sus ejemplos utilizan la tercera persona en todo momento y no sólo durante los viajes por mar, etc. 

## Interpretación de los pasajes «nosotros» en las discusiones sobre la autoría
Los pasajes «nosotros» -varios Versículos de los Hechos están escritos en primera persona del plural («nosotros»), lo que parece indicar que el autor participa en los acontecimientos que describe- fueron interpretados por primera vez por Ireneo como prueba de que el autor era testigo presencial de los hechos y compañero de viaje de Pablo; el Lucas tradicional. Esta interpretación había sido objeto de críticas sostenidas a mediados del siglo XX.
Aunque actualmente no existe un consenso académico sobre los pasajes «nosotros», tres interpretaciones en particular se han vuelto dominantes: a) el escritor era un testigo ocular histórico genuino, b) el escritor estaba redactando material escrito existente o fuentes orales, ya sea por testigos oculares genuinos o no, c) el uso de la primera persona del plural es un recurso estilístico deliberado que era común al género de la obra, pero que no tenía la intención de indicar un testigo ocular histórico. El estudioso del Nuevo Testamento Bart Ehrman va más allá de la teoría de las inserciones estilísticas para proponer que los pasajes «nosotros» son engaños deliberados, diseñados para convencer a los lectores de que el autor era compañero de viaje de Pablo, aunque no lo fuera.

### Testigo ocular histórico
La interpretación de los pasajes del «nosotros» como indicativos de que el escritor era un testigo ocular histórico (fuera Lucas el evangelista o no), sigue siendo la más influyente en los estudios bíblicos actuales. Las objeciones a este punto de vista adoptan principalmente la forma de las dos interpretaciones siguientes, pero también incluyen la afirmación de que Lucas-Hechos contiene diferencias en la teología y la narrativa histórica que son irreconciliables con las cartas auténticas de Pablo Apóstol.

### Redactor
La interpretación de los pasajes «nosotros» como una fuente escrita anterior incorporada a los Hechos por un redactor posterior (sea Lucas el evangelista o no), reconoce la aparente historicidad de estos textos al tiempo que los considera distintos de la obra principal. Este punto de vista ha sido criticado por no aportar pruebas suficientes de una distinción entre el texto fuente y el documento al que fue incorporado.

### Convención estilística
Observando el uso de los pasajes del «nosotros» en el contexto del viaje en barco, algunos estudiosos han considerado los pasajes del «nosotros» como una convención literaria típica de los viajes a bordo en la literatura romántica de viajes de este período.Este punto de vista ha sido criticado por no encontrar paralelos apropiados, y por no establecer la existencia de tal convención estilística. También se han señalado diferencias distintivas entre los Hechos y las obras de un género ficticio, lo que indica que los Hechos no pertenecen a este género.

### Falsificación
Según Bart D. Ehrman, los pasajes «nosotros» están escritos por alguien que afirma falsamente haber sido compañero de viaje de Pablo, con el fin de presentar la falsa idea de que el autor tenía conocimiento de primera mano de las opiniones y actividades de Pablo. Ehrman sostiene que Los Hechos de los Apóstoles demuestran así ser una falsificación.

## Lengua
Los eruditos han caracterizado el lenguaje utilizado por el autor de Lucas-Hechos como «un griego más pulido que el de Marcos», diciendo que «a veces carece de los hebraísmos de Marcos (cf. Mc 11:9; 14:36) o utiliza equivalentes griegos (Lc 3:12; 6:15; 23:33).» Sin embargo, algunas frases típicamente hebraicas como «y sucedió» todavía pueden encontrarse comúnmente en Lucas-Hechos, y especialmente los Versículos de fuente L parecen estar basados en fuentes semíticas; E. Earle Ellis (1999) citó como ejemplos Lucas 1:5-2:40; 5:1-11; 7:11-17, 36-50; 8:1-3; 9:51-56; 11:27s; 13:10-17; 14:1-6; 17:11-19; 19:1-10; 23:50-24:53.
Algunos de los primeros eruditos pensaban que el predominio de Frases semíticas era mucho mayor en el Evangelio y en la primera mitad de los Hechos que en la segunda mitad. Señalaron que las narraciones de la primera mitad de los Hechos se desarrollaban sobre todo en el Levante, mientras que las de la segunda mitad de los Hechos transcurrían en su mayoría en ambientes gentiles fuera del Levante. También sugirieron que existía una relación entre la geografía de los relatos y la frecuencia de los modismos semíticos. Esto llevó a Charles Cutler Torrey (1906) a plantear la hipótesis de que los capítulos 1-15 de los Hechos fueron traducidos de un documento arameo. Sin embargo, la mayoría de los argumentos de Torrey fueron rechazados por otros eruditos, que señalaron que también existían muchos semitismos en Hechos 16-28.